# J. Emil Sennewald
J. « Jens » Emil Sennewald (4 janvier 1969 à Bad Nauheim) est un critique d'art et journaliste allemand. Il vit et travaille à Paris depuis 2000.

## Carrière
J. Emil Sennewald a étudié la langue et la littérature allemandes modernes, l'histoire de l'art, le journalisme et la philosophie à l'université Justus-Liebig de Giessen de 1989 à 1991 et à l'université de Hambourg de 1991 à 1996. Après l'obtention de son master, il a travaillé depuis 1988 comme journaliste et publiciste dans le domaine de l'art, pour le service de presse de la Kunsthalle de Hambourg, jusqu'à ce qu'il accepte en 1998 un doctorat à l'université de Hambourg. Il a terminé sa thèse de doctorat sur la poétique des « Contes pour enfants et pour le foyer, recueillis par les frères Grimm » en 2002 à l'université de Hambourg sous la direction de Marianne Schuller. La publication de ce travail de renommée internationale a suivi en 2004 aux éditions Königshausen und Neumann.
Depuis 2000, il vit et travaille à Paris, en France, où il a fondé avec l'auteure Andrea Weisbrod « Café au lit », un espace privé consacré à l'art contemporain. De 2001 à 2013, J. Emil Sennewald a organisé des expositions pour « Café au lit » avec des artistes internationaux comme Jochen Lempert (ALL), Barbara Breitenfellner (A), Diogo Pimentão (PO), Linda McCue (GB), Frauke Hänke et Claus Kienle (ALL), Gabriele Basch (ALL), Corina Bezzola (SUI) ou Stéphane Belzère (FR).
Pour sa présentation du travail d'Agnès Geoffray (FR), J. Emil Sennewald a reçu en 2016 le prix français de la critique d'art Prix AICA France. À partir de celui-ci, une publication et deux expositions intitulées Before the Eye Lid's Laid, au Centre photographique d'Île-de-France, Pontault-Combault) et au Point du jour, Cherbourg (du 17 juin au 21 octobre 2018) ont été réalisées avec Agnès Geoffray. En tant que membre de la société allemande d'esthétique (DGÄ), il a présenté une contribution au livre d'artiste Mundunculum de Dieter Roth lors du congrès Ästhetik und Erkenntnis de la DGÄ sous le titre Afterheroismus.
En tant que critique d'art et journaliste, J. Emil Sennewald a rédigé de nombreuses contributions à des catalogues et des articles pour des publications artistiques et des journaux en Allemagne, en Autriche et en Suisse, notamment Die Presse (Vienne), springerin (Vienne), die tageszeitung (Berlin), Süddeutsche Zeitung (Munich), Frankfurter Rundschau (Francfort), Die Zeit (ALL), Kunstzeitung (Berlin) ou A4 (Vienne). En tant que correspondant, il écrit régulièrement des articles sur la scène artistique, le marché et la politique de l'art en France pour Kunstbulletin (Zurich), Weltkunst/Kunst&Auktionen (Berlin), Parnass (Vienne).
En 2012, après une première expérience d'enseignement à Hambourg et à Paris, J. Emil Sennewald a accepté d'enseigner à l'École supérieure d'art de Clermont Métropole (ÉSACM), où il enseigne la philosophie et la théorie de l'art en tant que professeur titulaire depuis 2018.
Depuis 2008, il développe son enseignement à l'international avec des missions d'enseignement à l'université Sorbonne-Nouvelle Paris 3, ainsi qu'un enseignement régulier à la F+F Schule für Kunst und Medien (Zurich) et un poste de professeur invité à l'École de design et haute école d'art (édhéa) de Sierre (Suisse) en 2022 et 2023. Par le biais de conférences, d'ateliers et de classes de maître (masterclass), entre autres à l'université Paris 8, à l'université Lumière-Lyon-II, à l'École supérieure d'art de Lorraine à Metz, à l'École supérieure des beaux-arts de Montpellier ainsi qu'à l'université des Arts de Zurich (ZHdK), à la Haute école d'art et de design de Genève (HEAD), en passant par un séjour en résidence et l'enseignement au centre d'art Le Centre (Cotonou, Bénin), il a apporté ses connaissances du champ artistique et de ses questions théoriques au niveau international. Celles-ci sont le résultat de recherches artistiques qui accompagnent son enseignement et son travail de publication. Tout d'abord en tant que co-éditeur du projet « arts et sciences en recherche explorations transversales en art et en sciences », qui a organisé des conférences et des journées d'études, géré un site web et publié, avec le soutien de l'Université franco-allemande, un annuaire (2005 et 2006). Les études poursuivies ici ont conduit son travail de recherche sur le complexe de l'exposition : Initiateur et codirecteur (avec Jacques Malgorn) du groupe de recherche « surexpositions » à l'ÉSACM et coéditeur de l'annuaire Epokä, il a également été responsable, de 2015 à 2018, en tant que codirecteur, de la conception et de la direction du groupe de recherche ENSADLab Displays, à l'École nationale supérieure des Arts Décoratifs (ENSAD) à Paris. Actuellement, les recherches de J. Emil Sennewald portent sur les reconstructions en tant qu'identité de l'artiste en tenant compte des conditions de l'homme moderne.

## Publications
- ÉSACM, « Epokä – Faufilés », Revue #Z du groupe de recherche, Clermont-Ferrand, France,‎ 2021.
- ÉSACM, « Epokä – exposer, s'exposer », Revue #0 du groupe de recherche, Clermont-Ferrand, France,‎ 2019.
- Agnès Geoffray, Avant que la paupière ne soit posée, Bruxelles, Belgique, La Lettre Volée, 2017.
- « Feuilles volantes pour Jean-Christophe Norman », Terre à terre, Vitry-sur-Seine, France, MAC/VAL,‎ 2017.
- Marie Lelouche et Thibault de Gialluly et autres, ZE#6 [Zone d'expérimentation], Marseille, France, Astérides, 2014.
- « Experience Spaces - Configurations de l'expérience », dans Kerstin Hausbei, Franck Hofmann, Nicolas Hubé, Arts et science en recherche explorations transversales en art et science, Munich, Fink, coll. « A European Yearbook » (no 2), 2006.
- « Compréhension - distanciation, Fink », dans Kerstin Hausbei, Franck Hofmann, Nicolas Hubé, Arts et science en recherche explorations transversales en art et science, Munich, coll. « A European Yearbook », 2005, chap. 1.
- Space - Dynamics / dynamisme d'espace, contributions to a practice of space / contributions aux pratiques de l'espace » (éd. avec Franck Hofmann et Stavros Lazaris), transcription : Bielefeld, 2004.
- Le livre que nous sommes, Würzburg, Königshausen & Neumann, 2004, sur la poétique des Contes d'enfants et de ménage, recueillis par les frères Grimm.